# Ondřej Vaculík (novinář)
Ondřej Vaculík (* 30. června 1954, Hořovice) je český novinář, dokumentarista, fejetonista, komentátor a komunální politik. Jím vytvořené pořady vysílá Český rozhlas na stanicích Plzeň, Praha, Vltava a ČRo 6, články publikuje v Mladé frontě Dnes, Literárních novinách a Deníku Referendum.

## Život
Je synem Marie Vaculíkové a spisovatele Ludvíka Vaculíka.
Vyučil se zedníkem, maturitu složil na večerní škole pro pracující. Ve stavebnictví a v památkové péči pracoval do roku 1989 a částečně i v následujících letech.
Fejetony začal publikovat v samizdatových souborech v 80. letech 20. století. V téže době uvedl pod smyšleným jménem Ondřej Děd v divadle Orfeus v režii Radima Vašinky divadelní hry Zedno, Ovčín a další.
Po roce 1990 nastoupil do Literárních novin jako redaktor publicistických stránek a později zástupce šéfredaktora.
V roce 2000 přešel na základě konkurzu do Českého rozhlasu Plzeň. Jako šéfredaktor inicioval a rozvíjel pořady o česko-německých vztazích, kulturní i společenskou publicistiku, umělecké žánry. Vedle toho se uplatnil i jako rozhlasový autor. Od roku 2006 pracuje jako novinář ve svobodném povolání, spolupracuje s Mladou frontou Dnes, Literárními novinami, Týdeníkem Rozhlas, s Českou televizí a zejména s veřejnoprávním Českým rozhlasem. Vydal dvě prozaické knihy.
Od roku 2010 do roku 2014 byl starostou Hořovic. Od roku 2014 je místostarostou Hořovic. Ve volném čase se věnuje kostelnictví v Mrtníku, cestám po krajině, fotografování a literatuře.

## Literární dílo
- Stavební deník, 1990
- Jablko přešlé mrazem, 2003